# Asking Alexandria

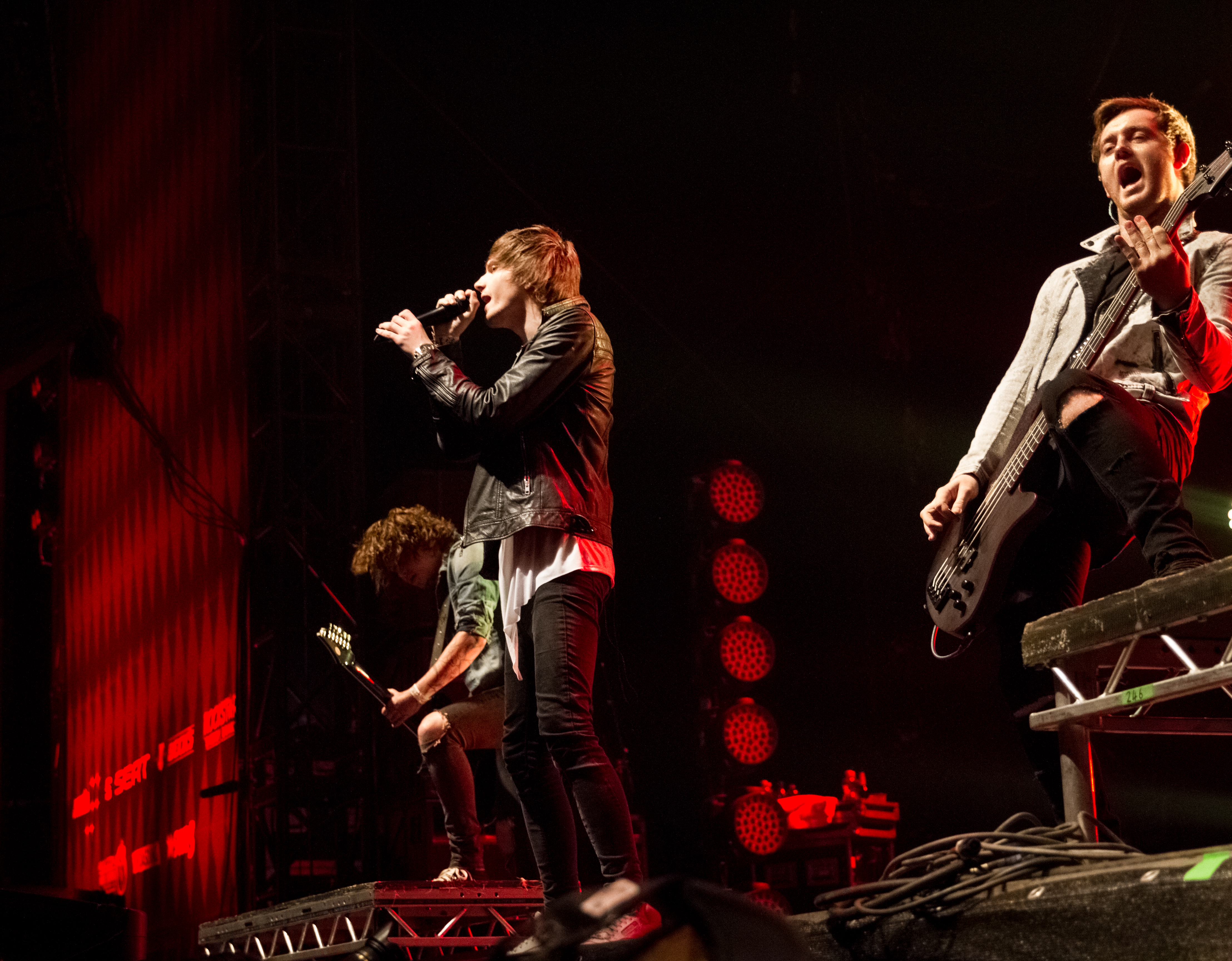
Asking Alexandria op Rock am Ring in 2015

Asking Alexandria  is een Engelse metalcoreband, opgericht in Dubai, later gevestigd in York. De band werd in 2003 opgericht door leadgitarist Ben Bruce. De eerst bekende line-up ontstond rond 2008 en bevatte leadzanger Danny Worsnop, bassist Joe Lancaster, toetsenist en synthesizer-speler Ryan Binns en huidige leden James Cassells (drummer) en Cameron Liddell (rhythmgitarist). 
Lancaster en Binns verlieten de band in 2009, waarna Lancaster lid werd van de metalcoreband With One Last Breath. Bassist Sam Bettley sloot zich later dat jaar aan bij band. Worsnop verliet de band in januari 2015 om zich te focussen op zijn nieuwe band We Are Harlot. Hij werd vervangen door Denis Stoff, van Down & Dirty en Make Me Famous. Op 22 oktober 2016 werd bekendgemaakt dat Stoff de band had verlaten en Worsnop terugkeerde.

## Discografie
Studioalbums
- Stand Up and Scream (2009)
- Reckless & Relentless (2011)
- From Death to Destiny (2013)
- The Black (2016)
- Asking Alexandria (self titled) (2017)
- Like A House On Fire (2020)
- See What's On The Inside (2021)

## Awards
Independent Music Awards 2012: Reckless & Relentless - Beste Metal/Hardcore Album